# Christoph & Lollo

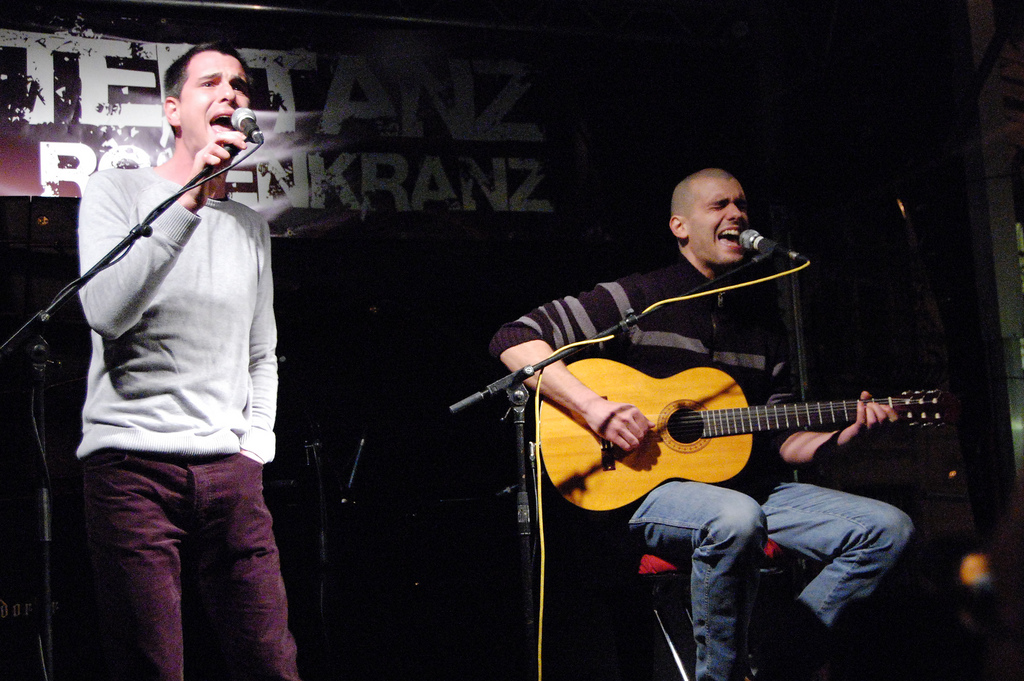
Christoph & Lollo, 2010

Christoph Drexler und Lollo (Lorenz) Pichler sind ein Wiener Liedermacher-Duo. Auf der Gitarre oder am Klavier von Lollo begleitet, singt Christoph die von seinem Kollegen geschriebenen Lieder. Die beiden sind eine Mischung aus Kabarettisten und Musikern. Der Gattung nach sind sie am ehesten noch dem Indie zuzuordnen.

## Biografie
Christoph und Lollo sind beide Jahrgang 1977 und lernten einander in ihrer Schulzeit kennen. Sie sind bekannt für ihre „Schispringerlieder“. Der Großteil ihres frühen Repertoires besteht aus diesem von ihnen begründeten wie auch ausgefüllten Genre. Die Liedtexte erzählen dabei von den fiktiven Problemen und Vorlieben real existierender, mehr oder weniger bekannter Skispringer. So wurden zum Beispiel Birger Ruud, Horst Bulau, Mika Laitinen, František Jež, Jaroslav Sakala, Josef Brzuchanski, Janne Väätäinen, Eddie Edwards und Kazuyoshi Funaki jeweils mit einem eigenen Lied gewürdigt.
1995 nahmen sie ihr erstes Lied (Lebkuchenherz) bei einem so genannten Open-Recording-Day auf. Der Song wurde von Stermann und Grissemann entdeckt und am 18. April 1995 in ihrer Radiosendung Salon Helga gespielt. Darauf wurden im ORF-Funkhaus weitere Lieder aufgenommen, die bei FM4 gespielt wurden.
1999 nahmen Christoph Drexler und Lollo Pichler ihr erstes Album auf (Schispringerlieder). Es folgten zahlreiche Auftritte und zwei weitere Skispringerlieder-Alben.
2005 nahmen sie ihr viertes Album Trotzdemtrotz auf. Dies war die erste CD, die (mit Ausnahme von Ari-Pekka Nikkola, Buckelpistenwüstenrock und einem Remix davon) nicht von Schispringern handelt. Mit dem Lied Ich hasse die Menschen im Fernsehen von Trotzdemtrotz nahmen sie am Protestsongcontest 2005 teil und belegten den zweiten Platz.
Am 12. Oktober 2007 erschien das Album Hitler, Huhn und Hölle! Erneut handelt das Album nicht von Schispringern, sondern enthält wie das Vorgängerstück kritische Texte, die humorvoll umschrieben werden.
Im Dezember 2007 nahmen Christoph & Lollo beim Kabarettwettbewerb im Scharfrichterhaus in Passau teil und gewannen dort den dritten Preis, das Kleine Scharfrichterbeil.
2008 steuerten sie mit dem Lied Vermutlich kein Vergnügen einen Beitrag zum alternativen EM-Sampler Lieber ein Verlierer sein von LasVegas Records in Kooperation mit FM4 und dem Fußballmagazin Ballesterer bei.
2009 veröffentlichten Christoph & Lollo das Lied Karl-Heinz und besangen darin die sogenannte „Causa Grasser“ rund um den ehemaligen Minister Karl-Heinz Grasser.
Am 25. Februar 2011 erschien das Album Tschuldigung., welches in einem Radiointerview auf Radio Orange 94.0 (Sendung: JazzWorkshop) vorgestellt wurde.
Das im Jahr 2018 erschienene Album Mitten ins Hirn beschäftigt sich mit dem Zustand des Planeten Erde und den dortigen Verschwörungstheorien. Das Lied Schau das doch bei Google nach wurde dazu auf YouTube veröffentlicht.
Im ORF waren sie 2012 im Rahmen der Hyundai Kabarett-Tage und 2016 im Rahmen von Kabarett im Turm zu sehen.

## Konzerte

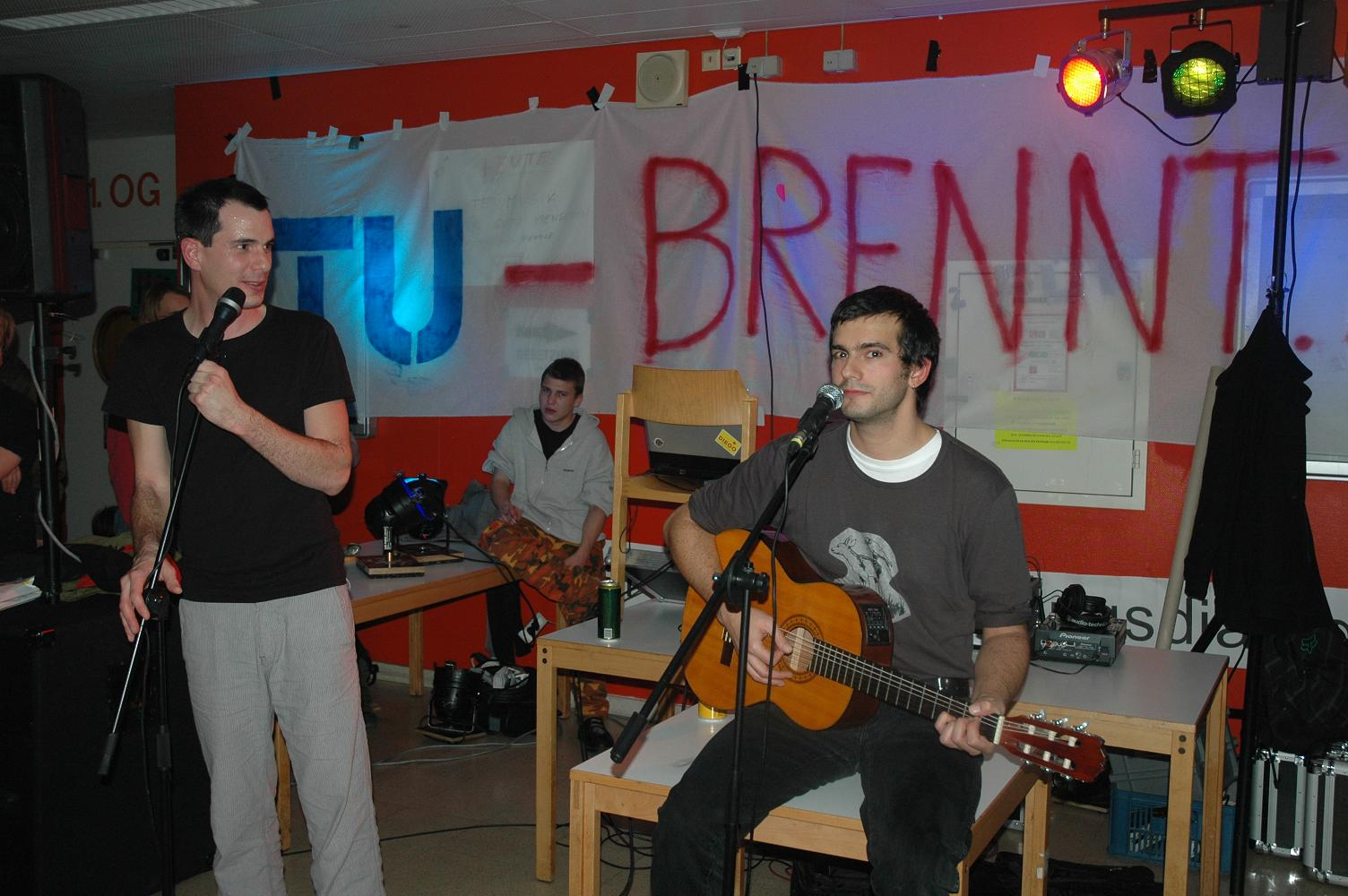
Christoph & Lollo im besetzten Freihaus der TU Wien, November 2009

Bei Konzerten spielen die Musiker nicht nur ihr Programm, sondern scherzen und diskutieren auch zwischen den Darbietungen ausgiebig über Themen wie Banken, Schwäne und andere belanglose Themen. Im Programm, welches keineswegs durchdacht, sondern fast ausschließlich spontan ist, sind auch Coverversionen anderer Bands.
Beendet wurde das Konzert meist mit dem Lied Funaki, das keinen festen Liedtext hat, sondern einzelne Strophen, die individuell ausgewählt werden. Nur der Anfang und das Ende sind immer gleich. Wegen seiner Popularität bei den Fans dauert die Darbietung meistens über zehn Minuten an. Dabei wird der besungene Skispringer auf ironische Weise in den höchsten Tönen gelobt und fast vergöttert.
Ebenfalls wiederkehrendes Element zum Konzertende ist eine freie Interpretation des aus Salon Helga bekannten italienischen Klassikers Tornerò von I Santo California, das auch gemeinschaftlich mit Bühnenpartnern vorgetragen wird und bei dem die Interpreten sich ohne Grenzen in den für sie typischen Gesangsstil hineinsteigern.

## Auszeichnungen
- 2015: Salzburger Stier[9]

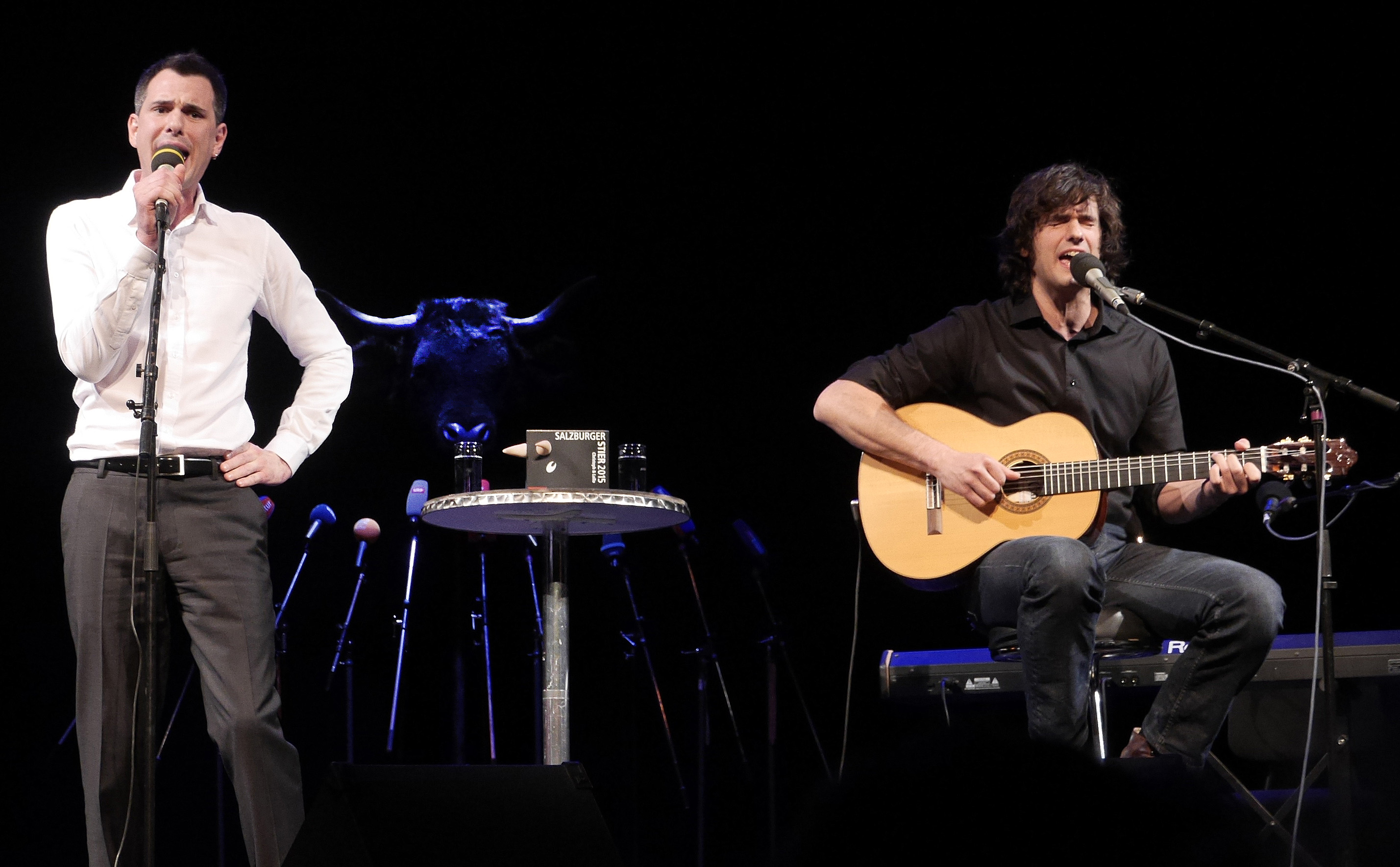
Christoph & Lollo beim Salzburger Stier, 2015

- 2022: Österreichischer Kabarettpreis – Sonderpreis[10]

## Diskografie
- 1999: Schispringerlieder
- 2000: Mehr Schispringerlieder
- 2003: Schispringerlieder 3
- 2005: Trotzdemtrotz
- 2007: Hitler, Huhn und Hölle!
- 2011: Tschuldigung.[11]
- 2014: Das ist Rock ’n’ Roll[12]
- 2018: Mitten ins Hirn
- 2024: alles gut[13]

## Musikvideos
- 2020 - Die musikalische Jahreszusammenfassung (2020)[14]
- Baby, lass uns unsere Würde behalten (mit Petsch Moser) (2008)[15]
- Bettelmafia (Orig.[16] 2017, "Edition 2019"[17] 2019)
- Breitchev (2010)[18]
- Danke, lieber Zivildienst (2007)[19]
- Diese Stadt (2012)[20]
- Ich würde gern einmal (2018)[21]
- Im Burgenland gibt's jetzt Olivenöl (2024)[22]
- Inoffizielle Bundeshymne (2024)[23]
- Islamlied (2011)[24]
- Karl-Heinz (2009)[25]
- Kunstscheiße (2014)[26]
- Lied vom Leben des Karl Marx (2018)[27]
- Moritat vom Kriegsminister Theodor Graf Baillet de Latour (2015)[28]
- Pfingsten (2024)[29]
- Schau das doch bei Google nach (2018)[30]
- Sponsoren (2018)[31]
- Weihnachten (2008)[32]